# Fußballsportverein Frankfurt 1899 2010-2011
Questa voce raccoglie le informazioni riguardanti il Fußballsportverein Frankfurt 1899 nelle competizioni ufficiali della stagione 2010-2011.

## Stagione
Nella stagione 2010-2011 il FSV Francoforte, allenato da Hans-Jürgen Boysen, concluse il campionato di 2. Bundesliga al 13º posto. In coppa di Germania il FSV Francoforte fu eliminato al secondo turno dallo Schalke 04.

## Organico

### Rosa
aggiornata il 10 settembre 2010
| N. |                     | Ruolo | Calciatore           |
| -- | ------------------- | ----- | -------------------- |
| 1  | Germania (bandiera) | P     | Patric Klandt        |
| 3  | Germania (bandiera) | D     | Björn Schlicke       |
| 4  | Germania (bandiera) | D     | Kai-Fabian Schulz    |
| 5  | Germania (bandiera) | C     | Manuel Konrad        |
| 6  | Germania (bandiera) | C     | Christian Müller     |
| 7  | Tunisia (bandiera)  | C     | Jawhar Mnari         |
| 8  | Germania (bandiera) | C     | Mike Wunderlich      |
| 9  | Germania (bandiera) | A     | Sascha Mölders       |
| 10 | Albania (bandiera)  | C     | Jürgen Gjasula       |
| 11 | Germania (bandiera) | C     | Mario Fillinger      |
| 16 | Germania (bandiera) | D     | Marc Heitmeier       |
| 17 | Germania (bandiera) | D     | Stefan Hickl         |
| 18 | Svezia (bandiera)   | C     | Andreas Dahlén       |
| 19 | Spagna (bandiera)   | P     | Pablo Álvarez (1988) |

| N. |                                 | Ruolo | Calciatore          |
| -- | ------------------------------- | ----- | ------------------- |
| 20 | Senegal (bandiera)              | A     | Momar N'Diaye       |
| 21 | Germania (bandiera)             | C     | Marc Gallego        |
| 22 | Germania (bandiera)             | C     | Şamil Cinaz         |
| 23 | Germania (bandiera)             | C     | Sven Müller         |
| 24 | Bosnia ed Erzegovina (bandiera) | C     | Benjamin Pintol     |
| 25 | Austria (bandiera)              | P     | Michael Langer      |
| 26 | Germania (bandiera)             | C     | Ralf Schneider      |
| 27 | Marocco (bandiera)              | A     | Aziz Bouhaddouz     |
| 28 | Brasile (bandiera)              | D     | Gledson             |
| 29 | Grecia (bandiera)               | C     | Alexis Theodosiadis |
| 30 | Brasile (bandiera)              | A     | Cidimar             |
| 33 | Germania (bandiera)             | C     | Sebastian Göbig     |
| 39 | Turchia (bandiera)              | A     | Tufan Tosunoğlu     |
| -  | Albania (bandiera)              | A     | Edmond Kapllani     |
| -  | Albania (bandiera)              | C     | Odise Roshi         |

## Organigramma societario
Area tecnica
- Allenatore: Hans-Jürgen Boysen
- Allenatore in seconda: Gerhard Kleppinger
- Preparatore dei portieri: Norbert Lorz
- Preparatori atletici:

## Risultati

### 2. Bundesliga

#### Girone di andata
| Arbitro: | Schmidt |

|                         |           |             |
| Gjasula 11’ Cidimar 23’ | Marcatori | 71’ Fischer |

| Arbitro: | Kampka |

|            |           |  |
| Gordon 64’ | Marcatori |  |

| Arbitro: | Willenborg |

|             |           |  |
| Cidimar 38’ | Marcatori |  |

| Arbitro: | Metzen |

|             |           |  |
| Aleksić 45’ | Marcatori |  |

| Arbitro: | Kempter |

|             |           |                                   |
| Mölders 63’ | Marcatori | 68’ Uludağ 72’ Arslan 90’ Stieber |

| Arbitro: | Seemann |

|  |           |                            |
|  | Marcatori | 54’ Wunderlich 74’ N'Diaye |

| Arbitro: | Schriever |

|                                      |           |                              |
| Mölders 47’, 77’ Brzenska 50’ (aut.) | Marcatori | 17’ Kronaveter 80’ Hünemeier |

| Arbitro: | Sippel |

|  |           |           |
|  | Marcatori | 88’ Ramos |

| Arbitro: | Steinhaus |

|  |           |             |
|  | Marcatori | 78’ N'Diaye |

| Arbitro: | Schalk |

|                              |           |  |
| Wunderlich 51’ Fillinger 90’ | Marcatori |  |

| Arbitro: | Kampka |

|          |           |  |
| Dedič 2’ | Marcatori |  |

| Arbitro: | Seemann |

|                 |           |             |
| Mölders 1’, 62’ | Marcatori | 2’ Mosquera |

| Arbitro: | Fischer |

|                               |           |                            |
| Ludwig 30’ Bell 52’ Lauth 54’ | Marcatori | 24’, 58’ Mölders 72’ Çinaz |

| Arbitro: | Dingert |

|                                             |           |                      |
| N'Diaye 4’ Fillinger 9’ Wunderlich 31’, 41’ | Marcatori | 83’ (rig.) Lindemann |

| Arbitro: | Schößling |

|                |           |                                         |
| Maierhofer 26’ | Marcatori | 37’ Schlicke 41’ Mölders 85’ Wunderlich |

| Arbitro: | Christ |

|             |           |                    |
| Mölders 49’ | Marcatori | 58’ Hain 87’ Oehrl |

| Arbitro: | Willenborg |

|                 |           |                    |
| Di Gregorio 78’ | Marcatori | 53’ (rig.) Gjasula |

#### Girone di ritorno
| Arbitro: | Kampka |

|                                     |           |  |
| Mölders 19’, 55’, 59’ Fillinger 51’ | Marcatori |  |

| Arbitro: | Sippel |

|                                                |           |  |
| Ilsø 17’, 42’, 81’ Bodzek 48’ Beister 56’, 89’ | Marcatori |  |

| Arbitro: | Perl |

|                              |           |             |
| Kern 40’ Kempe 68’ Curri 89’ | Marcatori | 65’ Gjasula |

| Francoforte sul Meno 4 febbraio 2011, ore 18:00 CET 21ª giornata | FSV Francoforte | 0 – 0 referto | Greuther Fürth | Frankfurter Volksbank Stadion (3 014 spett.)\| Arbitro: \| Bandurski \| |
| Arbitro:                                                         | Bandurski       |               |                |                                                                         |

| Arbitro: | Fischer |

|                        |           |             |
| Achenbach 35’ Auer 82’ | Marcatori | 68’ Gjasula |

| Arbitro: | Steuer |

|             |           |                      |
| Mölders 19’ | Marcatori | 11’ Groß 82’ Stadler |

| Arbitro: | Willenborg |

|                            |           |                |
| Hünemeier 49’ Petersen 90’ | Marcatori | 76’ Bouhaddouz |

| Arbitro: | Winkmann |

|                                  |           |            |
| Ebert 21’ Hubník 34’ Raffael 82’ | Marcatori | 6’ Mölders |

| Arbitro: | Dankert |

|                    |           |                 |
| Gjasula 63’ (rig.) | Marcatori | 48’, 68’ Caiuby |

| Arbitro: | Steinhaus |

|                         |           |                         |
| Heithölter 2’ Brandy 7’ | Marcatori | 19’ Mölders 90’ Cidimar |

| Arbitro: | Ittrich |

|  |           |              |
|  | Marcatori | 18’ Azaouagh |

| Arbitro: | Christ |

|                             |           |  |
| Mattuschka 69’ Mosquera 89’ | Marcatori |  |

| Arbitro: | Siebert |

|                  |           |             |
| N'Diaye 59’, 68’ | Marcatori | 34’ Volland |

| Arbitro: | Leicher |

|                   |           |             |
| Tyrała 38’ (rig.) | Marcatori | 5’ Schlicke |

| Arbitro: | Osmers |

|  |           |                                          |
|  | Marcatori | 9’, 22’ Yılmaz 86’ Banović 89’ Schäffler |

| Arbitro: | Kempter |

|                    |           |                   |
| Thurk 14’ Hain 85’ | Marcatori | 3’ (rig.) Gjasula |

| Arbitro: | Schalk |

|  |           |                                   |
|  | Marcatori | 25’ (aut.) Müller 78’ Hochscheidt |

### Coppa di Germania
| Arbitro: | Schößling |

|                          |           |  |
| Tosunoğlu 57’ Müller 83’ | Marcatori |  |

| Arbitro: | Rafati |

|  |           |            |
|  | Marcatori | 12’ Jurado |

## Statistiche

### Statistiche di squadra
| Competizione      | Punti | In casa | In casa | In casa | In casa | In casa | In casa | In trasferta | In trasferta | In trasferta | In trasferta | In trasferta | In trasferta | Totale | Totale | Totale | Totale | Totale | Totale | DR  |
| Competizione      | Punti | G       | V       | N       | P       | Gf      | Gs      | G            | V            | N            | P            | Gf           | Gs           | G      | V      | N      | P      | Gf     | Gs     | DR  |
| ----------------- | ----- | ------- | ------- | ------- | ------- | ------- | ------- | ------------ | ------------ | ------------ | ------------ | ------------ | ------------ | ------ | ------ | ------ | ------ | ------ | ------ | --- |
| 2. Bundesliga     | 38    | 17      | 8       | 1       | 8       | 24      | 23      | 17           | 3            | 4            | 10           | 18           | 31           | 34     | 11     | 5      | 18     | 42     | 54     | -12 |
| Coppa di Germania | -     | 2       | 1       | 0       | 1       | 2       | 1       | 0            | 0            | 0            | 0            | 0            | 0            | 2      | 1      | 0      | 1      | 2      | 1      | +1  |
| Totale            | -     | 19      | 9       | 1       | 9       | 26      | 24      | 17           | 3            | 4            | 10           | 18           | 31           | 36     | 12     | 5      | 19     | 44     | 55     | -11 |

### Andamento in campionato
| Giornata  | 1 | 2  | 3 | 4 | 5  | 6 | 7 | 8 | 9 | 10 | 11 | 12 | 13 | 14 | 15 | 16 | 17 | 18 | 19 | 20 | 21 | 22 | 23 | 24 | 25 | 26 | 27 | 28 | 29 | 30 | 31 | 32 | 33 | 34 |
| --------- | - | -- | - | - | -- | - | - | - | - | -- | -- | -- | -- | -- | -- | -- | -- | -- | -- | -- | -- | -- | -- | -- | -- | -- | -- | -- | -- | -- | -- | -- | -- | -- |
| Luogo     | C | T  | C | T | C  | T | C | C | T | C  | T  | C  | T  | C  | T  | C  | T  | C  | T  | T  | C  | T  | C  | T  | T  | C  | T  | C  | T  | C  | T  | C  | T  | C  |
| Risultato | V | P  | V | P | P  | V | V | P | V | V  | P  | V  | N  | V  | V  | P  | N  | V  | P  | P  | N  | P  | P  | P  | P  | P  | N  | P  | P  | V  | N  | P  | P  | P  |
| Posizione | 7 | 10 | 8 | 9 | 11 | 8 | 7 | 9 | 6 | 6  | 8  | 5  | 7  | 7  | 6  | 7  | 7  | 8  | 8  | 8  | 8  | 8  | 9  | 11 | 11 | 11 | 11 | 12 | 12 | 12 | 12 | 12 | 12 | 13 |

Legenda:

Luogo: C = Casa; T = Trasferta. Risultato: V = Vittoria; N = Pareggio; P = Sconfitta.

### Statistiche dei giocatori
| Giocatore       | 2. Bundesliga | 2. Bundesliga | 2. Bundesliga | 2. Bundesliga | Coppa di Germania | Coppa di Germania | Coppa di Germania | Coppa di Germania | Totale   | Totale | Totale      | Totale     |
| Giocatore       | Presenze      | Reti          | Ammonizioni   | Espulsioni    | Presenze          | Reti              | Ammonizioni       | Espulsioni        | Presenze | Reti   | Ammonizioni | Espulsioni |
| --------------- | ------------- | ------------- | ------------- | ------------- | ----------------- | ----------------- | ----------------- | ----------------- | -------- | ------ | ----------- | ---------- |
| P. Álvarez      | -             | -             | -             | -             | -                 | -                 | -                 | -                 | -        | -      | -           | -          |
| P. Klandt       | 29            | 0             | 2             | 0             | 2                 | 0                 | 0                 | 0                 | 31       | 0      | 2           | 0          |
| M. Langer       | 5             | 0             | 0             | 0             | -                 | -                 | -                 | -                 | 5        | 0      | 0           | 0          |
| A. Dahlén       | 19            | 0             | 5             | 1             | 1                 | 0                 | 0                 | 0                 | 20       | 0      | 5           | 1          |
| Gledson         | 23            | 0             | 3             | 0             | 1                 | 0                 | 0                 | 0                 | 24       | 0      | 3           | 0          |
| M. Heitmeier    | 22            | 0             | 1             | 0             | 2                 | 0                 | 0                 | 0                 | 24       | 0      | 1           | 0          |
| S. Hickl        | 11            | 0             | 1             | 0             | -                 | -                 | -                 | -                 | 11       | 0      | 1           | 0          |
| C. Müller       | 31            | 0             | 12            | 0             | 2                 | 0                 | 0                 | 0                 | 33       | 0      | 12          | 0          |
| B. Schlicke     | 32            | 2             | 9             | 0             | 2                 | 0                 | 0                 | 0                 | 34       | 2      | 9           | 0          |
| K. Schulz       | 2             | 0             | 0             | 0             | -                 | -                 | -                 | -                 | 2        | 0      | 0           | 0          |
| M. Stein        | 10            | 0             | 0             | 0             | -                 | -                 | -                 | -                 | 10       | 0      | 0           | 0          |
| A. Theodosiadis | -             | -             | -             | -             | -                 | -                 | -                 | -                 | -        | -      | -           | -          |
| S. Çinaz        | 32            | 1             | 10            | 0             | 2                 | 0                 | 1                 | 0                 | 34       | 1      | 11          | 0          |
| M. Fillinger    | 30            | 3             | 4             | 0             | 2                 | 0                 | 0                 | 0                 | 32       | 3      | 4           | 0          |
| M. Gallego      | 6             | 0             | 0             | 0             | -                 | -                 | -                 | -                 | 6        | 0      | 0           | 0          |
| J. Gjasula      | 32            | 6             | 5             | 0             | 2                 | 0                 | 0                 | 0                 | 34       | 6      | 5           | 0          |
| M. Konrad       | 21            | 0             | 1             | 0             | 1                 | 0                 | 1                 | 0                 | 22       | 0      | 2           | 0          |
| J. Mnari        | 8             | 0             | 1             | 0             | -                 | -                 | -                 | -                 | 8        | 0      | 1           | 0          |
| S. Müller       | 29            | 0             | 2             | 0             | 2                 | 1                 | 0                 | 0                 | 31       | 1      | 2           | 0          |
| B. Pintol       | -             | -             | -             | -             | -                 | -                 | -                 | -                 | -        | -      | -           | -          |
| R. Schneider    | -             | -             | -             | -             | -                 | -                 | -                 | -                 | -        | -      | -           | -          |
| B. Tayebi       | -             | -             | -             | -             | -                 | -                 | -                 | -                 | -        | -      | -           | -          |
| T. Tosunoğlu    | 2             | 0             | 0             | 0             | 1                 | 1                 | 0                 | 0                 | 3        | 1      | 0           | 0          |
| M. Wunderlich   | 28            | 5             | 6             | 0             | 2                 | 0                 | 0                 | 0                 | 30       | 5      | 6           | 0          |
| U. Albayrak     | 3             | 0             | 0             | 0             | -                 | -                 | -                 | -                 | 3        | 0      | 0           | 0          |
| A. Bouhaddouz   | 19            | 1             | 3             | 0             | 1                 | 0                 | 0                 | 0                 | 20       | 1      | 3           | 0          |
| Cidimar         | 22            | 3             | 1             | 0             | 2                 | 0                 | 0                 | 0                 | 24       | 3      | 1           | 0          |
| S. Mölders      | 34            | 15            | 4             | 0             | 2                 | 0                 | 1                 | 0                 | 36       | 15     | 5           | 0          |
| M. N'Diaye      | 24            | 5             | 2             | 0             | 1                 | 0                 | 0                 | 0                 | 25       | 5      | 2           | 0          |